# Anton Domenico Gabbiani
Anton Domenico Gabbiani (Firenze, 13 febbraio 1652 – 22 novembre 1726) è stato un pittore italiano del tardo periodo barocco, attivo soprattutto in Toscana.

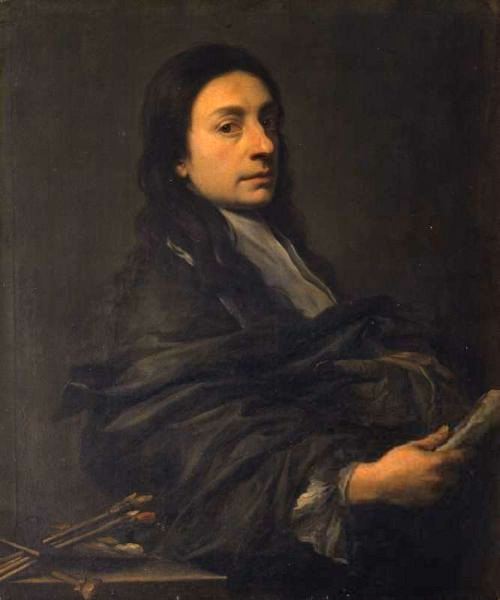
A. D. Gabbiani, Autoritratto (Collezione di autoritratti agli Uffizi)

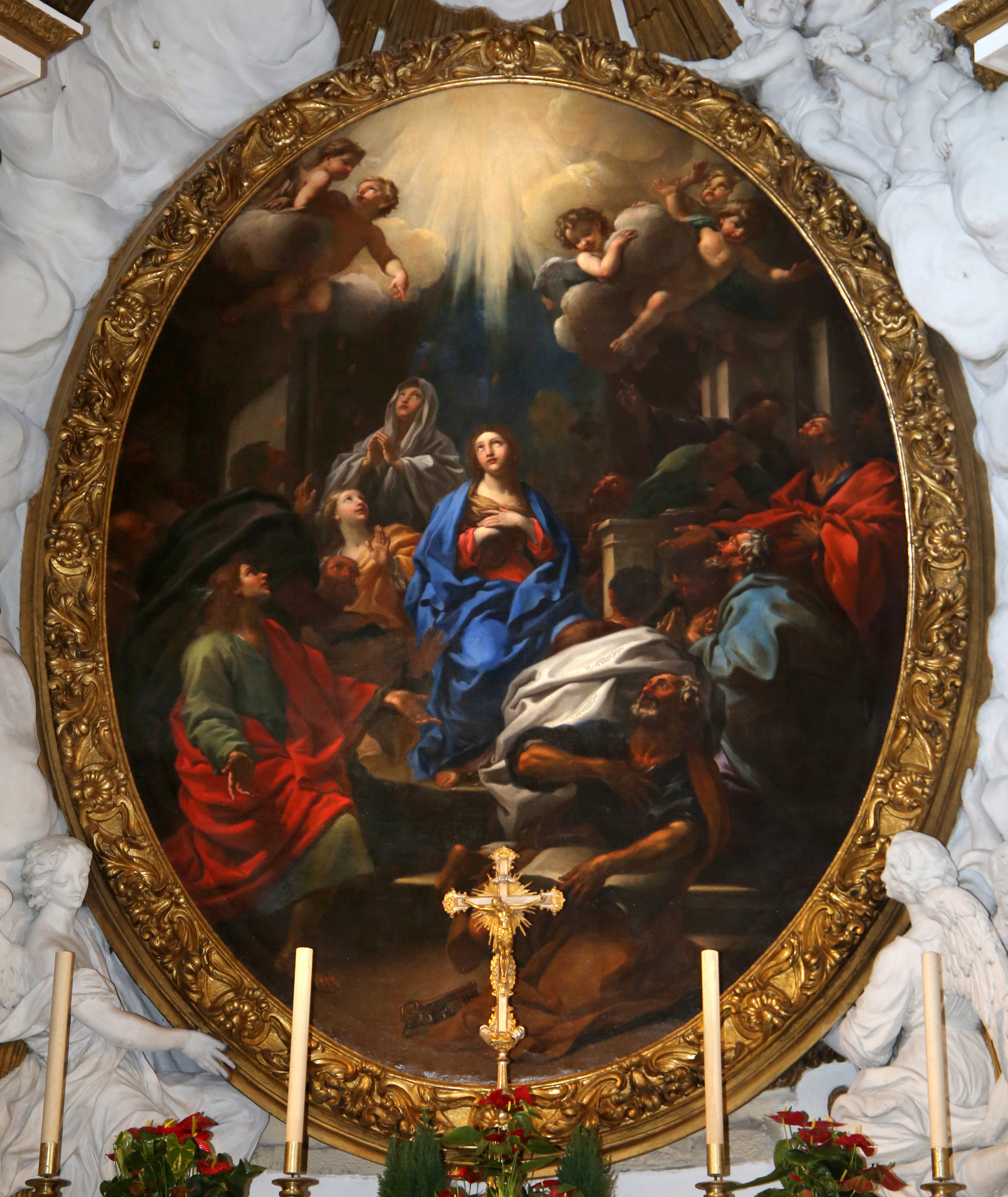
Pentecoste, 1705, San Giorgio alla Costa, Firenze

Fu uno dei più esperti pittori attivi nell'ambito dell'Accademia di Firenze nel XVII e XVIII secolo, e la sua opera fu molto apprezzata anche dai Medici. 
Tra i suoi allievi può essere ricordato il pittore fiorentino Benedetto Luti.

## Biografia
Gabbiani si formò con Justus Sustermans ed in seguito lavorò nello studio di Vincenzo Dandini. Nel 1673 si trasferì a Roma, dove studiò all'Accademia per artisti fiorentini diretta da Ciro Ferri ed Ercole Ferrata, e poi a Venezia, dove studiò presso Sebastiano Bombelli.
Nel 1680 tornò a Firenze e si dedicò alla realizzazione dei ritratti della corte medicea e a vari affreschi di case e palazzi toscani.
Dopo un breve soggiorno a Venezia, dai primi anni del Settecento intensificò la propria attività dedicandosi prevalentemente a soggetti religiosi.
L'ultima opera è il Banchetto degli Dei dipinto nel soffitto del salone del palazzo Incontri a Firenze, in via dei Pucci. Durante l'esecuzione di quest'ultima opera trovò la morte cadendo da una impalcatura.
La sua tomba ed epitaffio si trovano nella chiesa di San Felice in Piazza, sulla controfacciata a destra, a due passi da Palazzo Pitti.

## Opere (parziale)
Le sue opere si trovano nei più importanti cicli decorativi fiorentini dell'epoca, come nel Complesso di San Firenze, nella chiesa di San Frediano in Cestello, nella Villa Medicea di Poggio a Caiano, dove realizzò una grande affresco sul soffitto del salone al primo piano.
- Ferdinando de' Medici attorniato dai suoi musicisti (1685), Palazzo Pitti
- Apoteosi di Cosimo il Vecchio (1698), Villa medicea di Poggio a Caiano
- Glorificazione di Casa Corsini (1696), Palazzo Corsini al Parione, Firenze
- La Madonna appare a San Nicola e San Galgano (1697 ca.), Museo civico e diocesano di arte sacra di San Galgano, di Chiusdino
- Ratto di Ganimede (1700), Galleria degli Uffizi, Firenze
- Erminia tra i pastori (1702)
- Riposo nella fuga in Egitto (1704)
- Discesa dello Spirito Santo (1705), Chiesa di San Giorgio alla Costa, Firenze
- Presentazione al Tempio (1716), Museo civico di Pistoia
- Autoritratto, Uffizi, Firenze
- Transito di San Giuseppe (1723), Galleria dell'Accademia, Firenze
- Apparizione della Vergine a San Filippo (1724), complesso di San Firenze